# Finn Luu
Finn Luu (Melbourne, Victoria, 14 december 2004) is een Australisch professioneel tafeltennisser. Hij speelt rechtshandig met de shakehandgreep.